# Jan-Marco Behr
Jan-Marco Behr (* 9. Februar 1988) ist ein deutscher Handballspieler.

## Karriere
Behr begann mit vier Jahren mit dem Handball beim TSV 1899 Blaustein. Später spielte er beim TV Reichenbach und bis 2006 beim TV Neuhausen Erms. Danach spielte Behr beim SC Vöhringen und von 2007 bis 2010 in der Handball-Regionalliga bei der TSG Söflingen . Anschließend wechselte der 1,93 Meter große Rückraumspieler in die 2. Liga zum Bergischen HC, mit dem er 2011 in die 1. Liga aufstieg. 2012 ging er zum Drittligisten TSV Friedberg. Zur Saison 2013/14 wechselte Behr zum TV 1893 Neuhausen, bei dem er bereits in seiner Jugend gespielt hatte. Im Sommer 2015 kehrte er als Spielertrainer zu seinem damals fünftklassigen Heimatverein zurück, da er nach dem absolvierten Sportstudium zu wenig Zeit für Beruf und Zweitliga-Handball hatte. Mit Behr als Spielertrainer stieg Blaustein in die Baden-Württemberg-Oberliga (4. Liga) auf und gewann die Württembergische Meisterschaft und den Württembergischen SuperCup. 2019 gelang der Aufstieg in die 3. Liga. 2022 gab er das Amt des Trainers ab.